# 카토 토키코

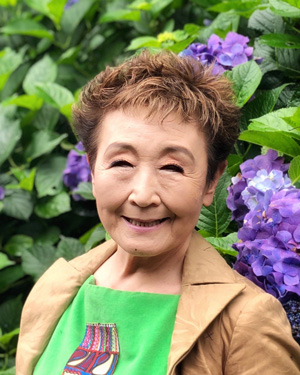
카토 토키코

카토 토키코(일본어: 加藤 登紀子 1943년 12월 27일~)는 일본의 싱어송 라이터, 작사가, 작곡가, 배우이다. 만주국 하얼빈에서 태어나, 교토에서 자랐으며, 남편 후지모토 도시오와는 옥중결혼을 하였다. 오토키산(おときさん)이라는 애칭을 가지고 있다. 대표곡으로는《시레토코 여정》이 있다. 도쿄 대학 문학부 서양사학과를 졸업했으며, 현재는 조사이 국제대학 관광학부 웰네스 투어리즘학과 객원교수로 활동하고 있다.